# 白雲文化広場駅
白雲文化広場駅（はくうんぶんかひろばえき）は、中華人民共和国広東省広州市白雲区に位置する広州地下鉄2号線及び12号線の駅。
なお、この駅付近に「白雲文化広場」という施設が存在するわけではない。

## 歴史
2号線計画時には新市駅または会議中心駅と呼称されていた。
- 2010年9月25日：2号線の開通と同時に、同線の駅として開業[2]。
- 2025年6月29日：12号線の開業により乗換駅となる[3]。

## 駅構造
2号線は相対式ホーム2面2線を有する地下駅である。西東2つのコンコースを設置しており、西コンコースは2番線ホームに直結、東コンコースは1番線ホームに直結しています。
12号線は島式ホーム1面2線を有する地下駅。コンコースは地下1階に、ホームは地下3階に位置しています。2号線と12号線の間には2つの乗り換え通路が設けられており、それぞれ地下1階と地下2階にあります。地下2階の通路は2号線の1番線ホームにのみ接続しています。距離が長いため、乗り換え通路内には動く歩道が設置されています。

### のりば
| 番線                    | 路線     | 行先           |
| ----------------------- | -------- | -------------- |
| 2号線ホーム（地下1階）  |          |                |
| 1                       | ■ 2号線  | 嘉禾望崗方面   |
| 2                       | ■ 2号線  | 広州南駅方面   |
| 12号線ホーム（地下3階） |          |                |
| 3                       | ■ 12号線 | 広州体育館方面 |
| 4                       | ■ 12号線 | 潯峰崗方面     |

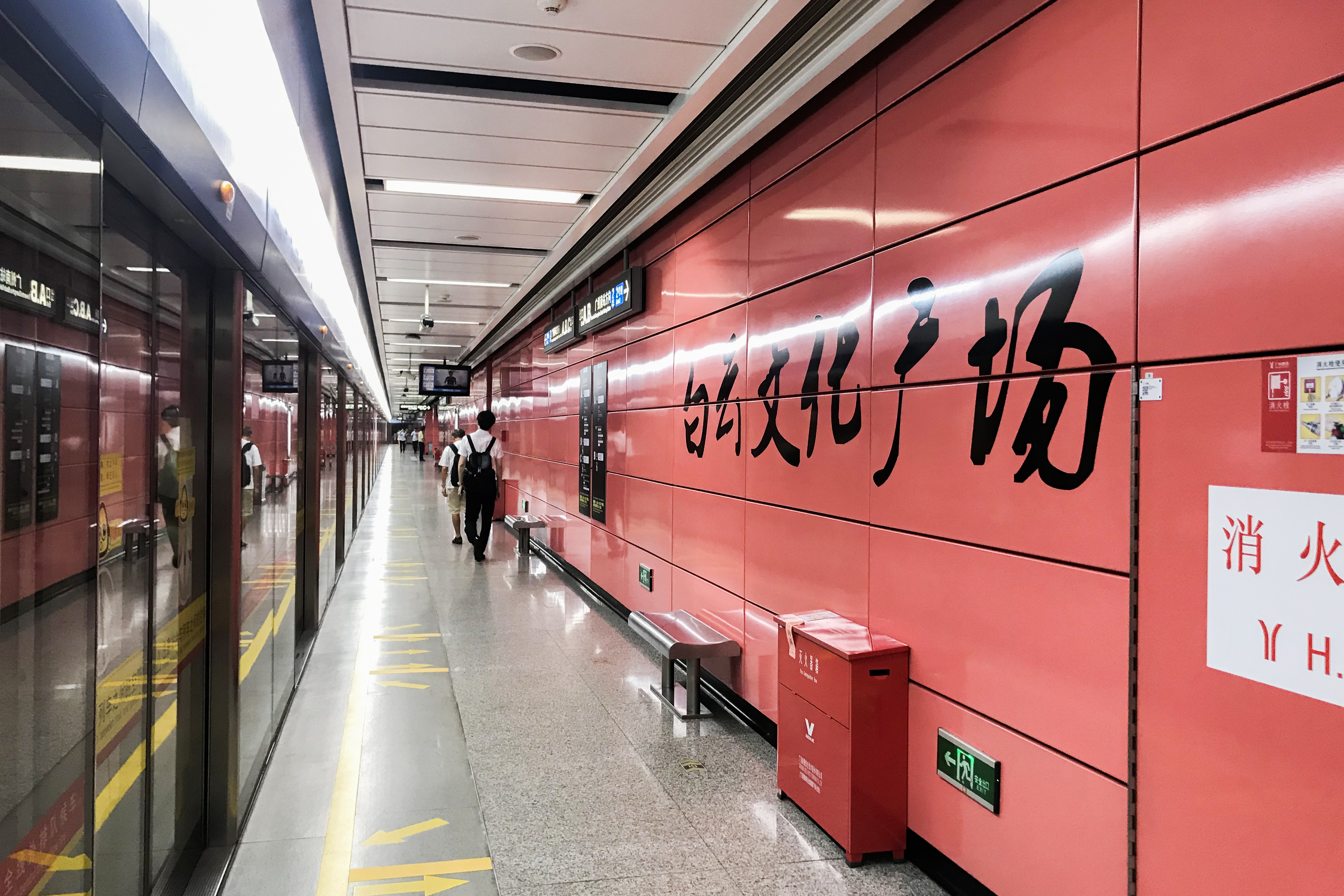
2号線1番線ホーム（2019年6月）
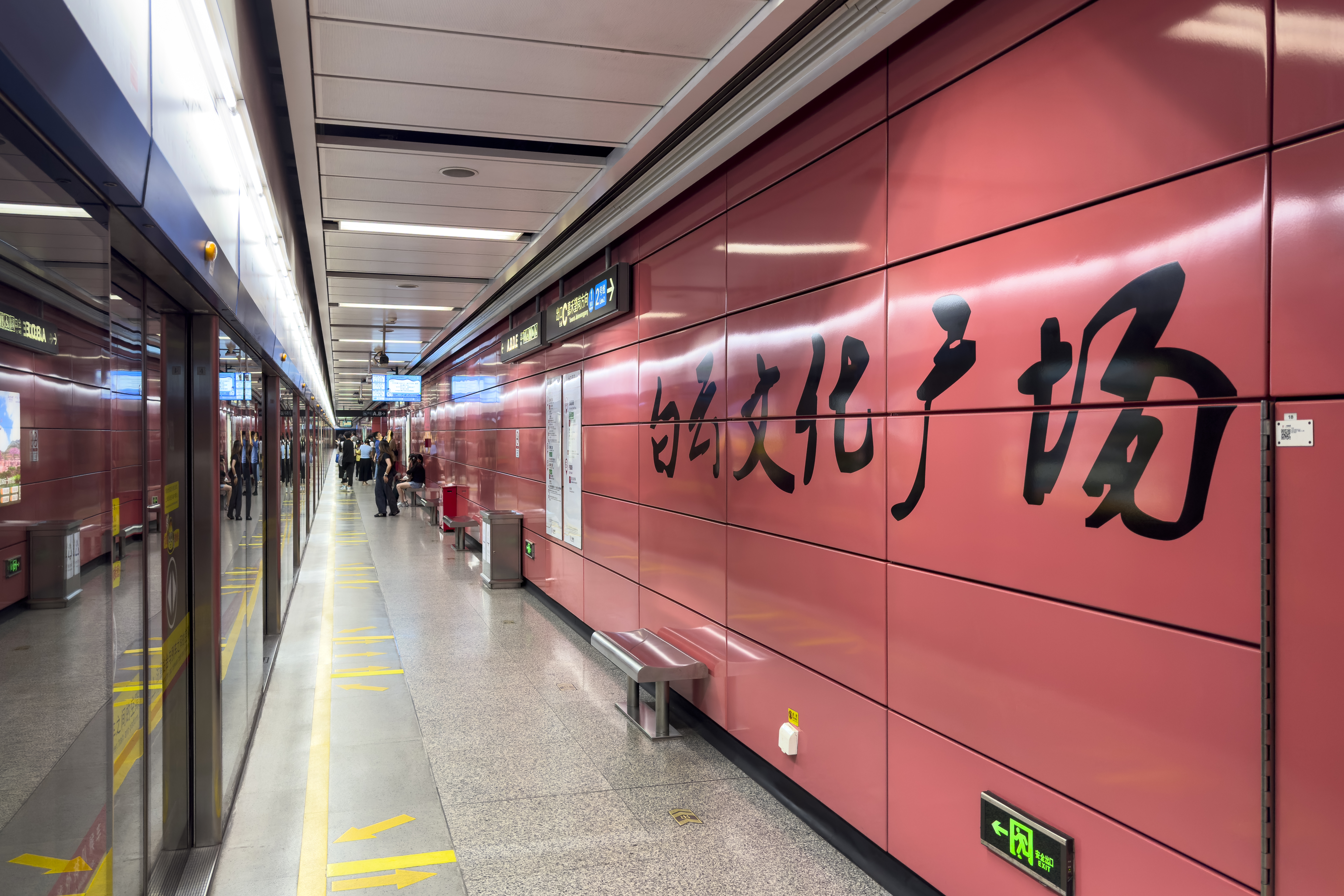
2号線2番線ホーム
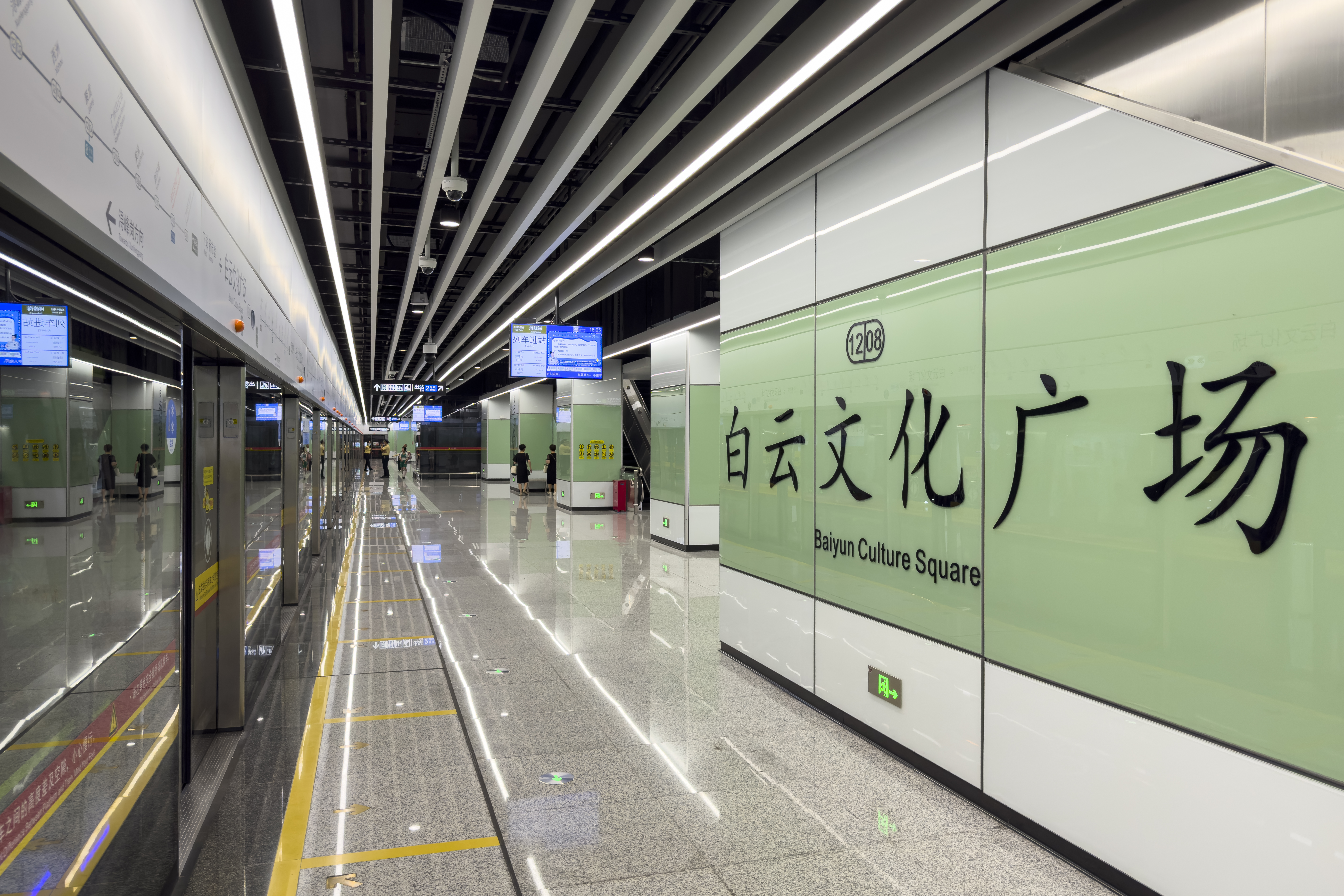
12号線ホーム
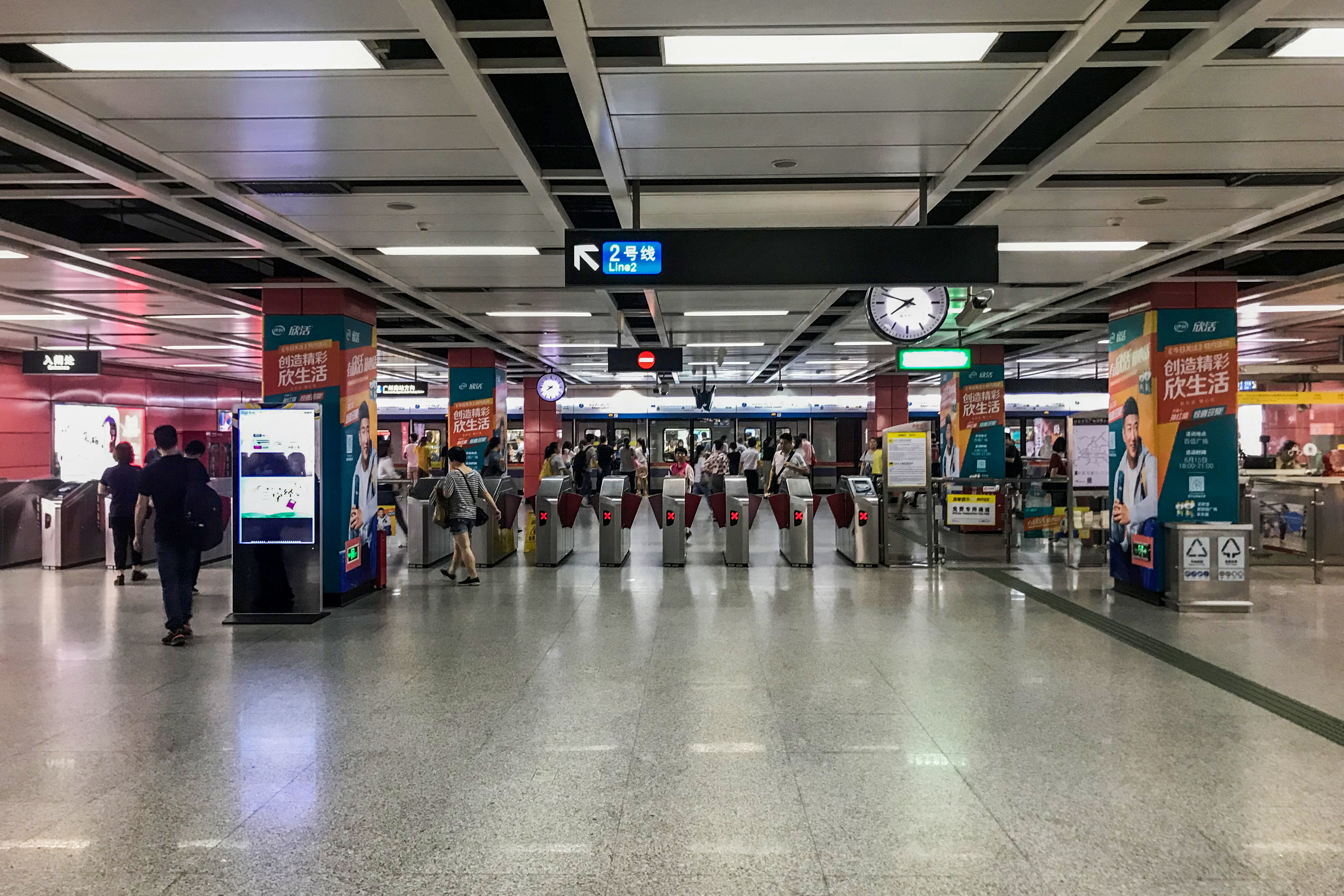
2号線西コンコース
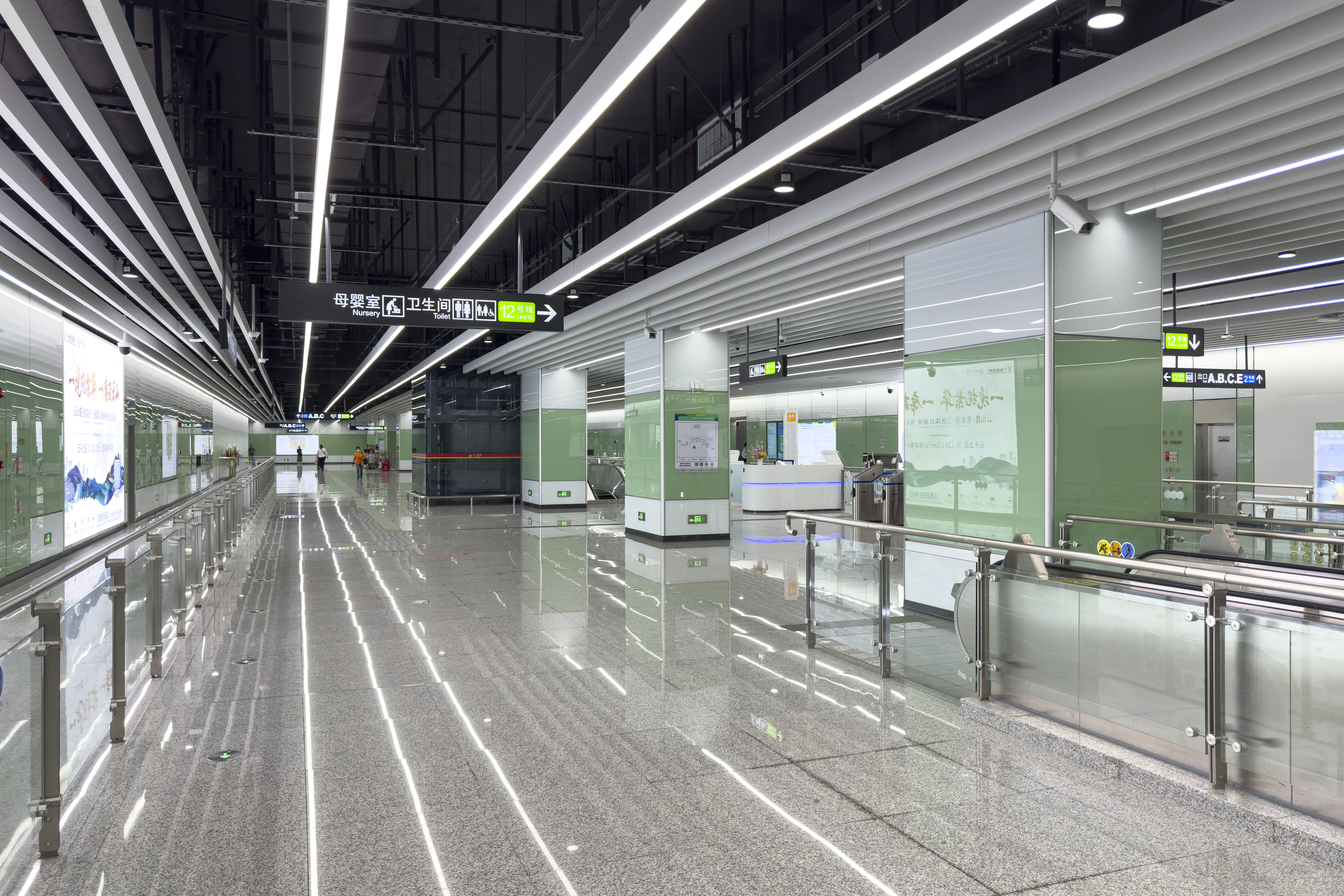
12号線コンコース
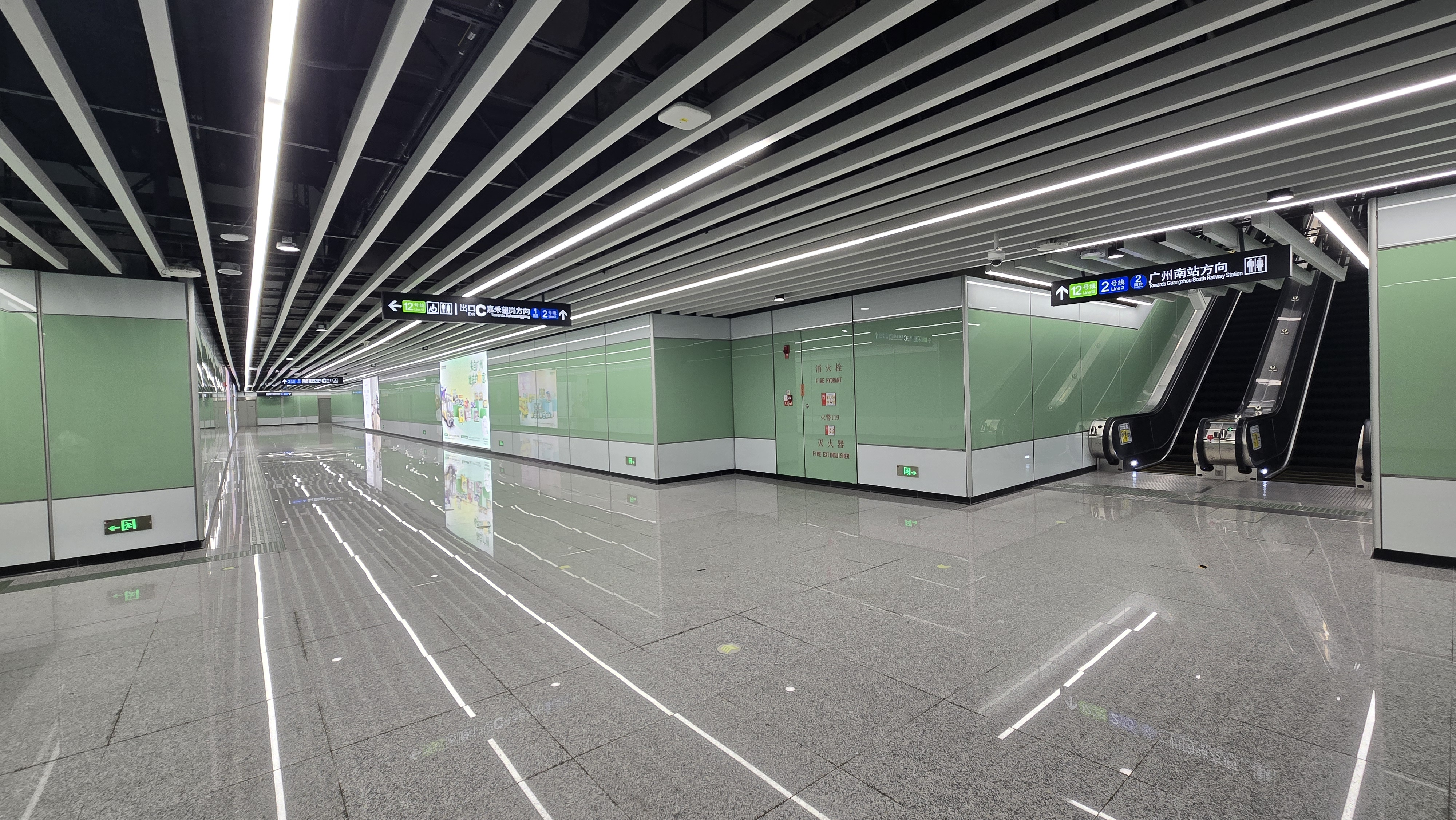
地下2階の乗換通路

## 駅周辺
- 白雲新城市民広場
- 広東画院
- 広州市城市規画展覧中心（中国語版）
- 広州白雲国際会議中心（中国語版）
- 保利・雲禧
- 中海雲麓公館

## 隣の駅
広州地下鉄
■ 2号線
白雲公園駅 219 - 白雲文化広場駅 220 - 蕭崗駅 221
■ 12号線
新市墟駅 1207 - 白雲文化広場駅 1208 - 広州体育館駅 1209